# Jere Burns
Jere Eugene Burns II (Cambridge, Massachusetts, 15 de octubre de 1954) es un actor estadounidense que ha aparecido en producciones de teatro, cine y televisión. Entre sus apariciones más reconocidas, interpretó el papel de Kirk Morris en la serie Dear John, al psiquiatra Anson Fullerton en Burn Notice y a Wynn Duffy en Justified.

## Filmografía seleccionada

### Televisión
- 2002-2004 : Good Morning, Miami
- 2008 : Psych
- 2008 : Surviving Suburbia
- 2010-2011 : Breaking Bad
- 2010-2015 : Justified
- 2011-2012 : Burn Notice
- 2011 : Off the Map
- 2013 : Bates Motel
- 2013 : Grey's Anatomy
- 2015 : From Dusk Till Dawn
- 2016 : Angie Tribeca
- 2016 : Major Crimes
- 2018 : X-Files